# Dominik Buća
Dominik Buća (Kotor, oko 1480. — Kotor, oko 1560.) bio je dominikanac i teološki pisac iz Kotora, iz hrvatske plemićke obitelji Buća.

## Životopis
Bio je brat Vicka Buće. Godine 1497. ulazi u Dominikanski red u Dubrovniku. Studij filozofije nastavlja 1499. u Napulju. Opća skupština Dominikanskog reda u Napulju odobrava mu 1515. naslov doktora teologije. U više je navrata obnašao dužnost starješine dominikanskih samostanâ u Dalmaciji. Bio je također zamjenik provincijala te provincijal Reda (1540. – 1544.). Na njegov je nagovor Marko Marulić napisao protutursku poslanicu papi Hadrijanu VI., koju je posvetio Bući. Tiskao je tri latinska djela, dok je više njih ostalo u rukopisu.

### Članci
- Krasić, Stjepan. 1989. Buća, Dominik. Hrvatski biografski leksikon. Zagreb.  journal zahtijeva |journal= (pomoć)